# Maternity
"Maternity" (titulado "Maternidad" en Argentina y España y "Virus mortal" en otras regiones de habla hispana) es el cuarto episodio de la primera temporada de la serie estadounidense House M. D.. Fue estrenado el 7 de diciembre de 2004 en Estados Unidos y el 31 de enero de 2006 en España.
Hay una epidemia en el Hospital Universitario Princeton-Plainsboro de Nueva Jersey. En la sección de neonatos se descubre una rara enfermedad virósica que afecta a los niños. Luego de varios análisis se llega a dar con el virus. Se suponía que alguien muy enfermo debería de haberlos contaminado y al final del capítulo se halla con la verdadera respuesta del caso.

## Sinopsis

### Caso principal
La pareja Hartig está pensando el nombre de su pequeña hija, de apenas 48 horas de nacida y ven que vomita, lo cual preocupa a la madre, ya que el bebé no ha comido nada desde que nació. Durante su descanso en la sala de Ginecología, el doctor Gregory House se entera de lo sucedido ya que uno de los enfermeros que se encontraba en la sala le cuenta el incidente a otro médico: el bebé ha sufrido una obstrucción intestinal. House escucha la conversación y se va rápidamente. Para estudiar el caso, el doctor presenta al pequeño Hartig a su equipo como "el objeto A". "El objeto B" sería otro recién nacido, Hausen, que también está enfermo. House cree que una infección se está extendiendo por el ambulatorio, pero ni el doctor Wilson ni la doctora Cuddy están de acuerdo. Gregory se lleva a sus compañeros a la sala de maternidad para examinar a los doce recién nacidos. Allí no descubren nada, pero en el piso de arriba se encuentra otro bebé con síntomas similares y con una súbita fiebre.
House y su equipo discuten sobre los tres bebés enfermos y sus síntomas. Con un poco más de fiebre y la tensión baja, los niños podrían morir en un solo día. El grupo piensa que podría tratarse de una infección bacterial. Como no hay tiempo para esperar por los resultados de los análisis, House ordena que comience el tratamiento: a cada bebé se le realiza una resonancia magnética, pero el escáner no aporta nada nuevo, así que los médicos continúan administrando dos antibióticos; uno de ellos ha dañado los riñones de dos de los tres bebés. Pero. ¿en cuáles exactamente? House dice que no merece la pena perder el tiempo en adivinarlo, hay que dejar de darle Vancomicina al bebé Hartig y Aztreonam al bebé Chen-Lupino.
Cuddy y el resto de la administración del hospital se niegan a permitir que House cambie los tratamientos sin informar a los padres de los bebés. House alega que con el experimento se podría salvar al menos a otros seis bebés así que, finalmente, Cuddy le da luz verde. Más tarde, el pequeño Chen-Lupino sufre una parada cardiaca. Los médicos se apresuran para reanimar al bebé, pero éste muere. El Aztreonam no ha funcionado, así que House le ordena a su equipo que dé Vancomicina al resto de los bebés. Chase nota que Cameron está sumamente impactada por la muerte del niño.
Chase informa a sus compañeros de que la Vancomicina tampoco está funcionando y que Hartig está empeorando. Puede que no se trate de una infección bacterial y House le hace una autopsia al bebé muerto; tras ella, llega a la conclusión de que no ha sido una bacteria sino un virus lo que está dañando los corazones de los pequeños. Pero Foreman cree que podría tratarse de 1000 virus diferentes. Aun así, con la cantidad de sangre que hay en los cuerpos de los bebés sólo se pueden realizar cinco o seis pruebas, así que House intenta reducir el número de posibilidades hasta ocho. A pesar de ello, son demasiadas para una cantidad tan limitada de sangre. Chase se pone manos a la obra y House toma una muestra de sangre de uno de los bebés sanos del hospital.
Tras las pruebas, los bebés enfermos dan positivo en el echovirus 11, CMV y Parvo B19. El bebé sano da positivo en anticuerpos para Echo and CMV. House se da cuenta de que los niños aun tienen la sangre de sus madres y sus sistemas son inmunes, así que ordena que se realicen unas pruebas a las madres para ver si tienen anticuerpos. Después, el doctor se decide por el Echo virus 11. En otro hospital hay un antivirus experimental el cual obtienen y deciden utilizarlo. Chase y Foreman tienen buenas noticias para los Hartigs: su bebé se está recuperando. De hecho, todos los pequeños mejoran poco a poco. 
House por su parte continúa reflexionando sobre la persona que es la fuente del contagio, algo que Wilson califica como "buscar una aguja en un pajar". Esa misma noche, House ve cómo una enfermera mayor de la sala de maternidad tose y se suena la nariz, mientras arrastra un carrito con juguetes y sábanas para los niños, transmitiendo así el virus.

### Atención clínica de rutina
En la atención clínica de rutina, que House detesta porque lo aburre la ausencia de problemas médicos complejos, examina a una mujer que se encuentra embarazada (House le anuncia que tiene un parásito) sin sospecharlo, pese al implante de natalidad y sin saber si su esposo es el padre. La joven le propone a House, y éste acepta, encubrir el estudio de paternidad como si fuera un análisis de mononucleosis para que su esposo no se percatara de la situación.

### Relaciones entre los personajes
En las relaciones interpersonales entre los personajes la doctora Cameron le muestra excesivamente afectada al momento de comunicar a los padres la muerte de un hijo. House deduce que ello se debe a la pérdida de un ser muy querido y le pregunta ásperamente si perdió un hijo. Cameron rechaza la pregunta y le responde: "usted puede ser un bastardo".

## Diagnóstico
Una variante del echovirus (echo 11) con una extraña mutación parecida a la del parvo B-19 virus.